# وراغول
وراغول هي قرية في مقاطعة مشكين شهر، إيران. عدد سكان هذه القرية هو 272 في سنة 2006.